# 国道477号

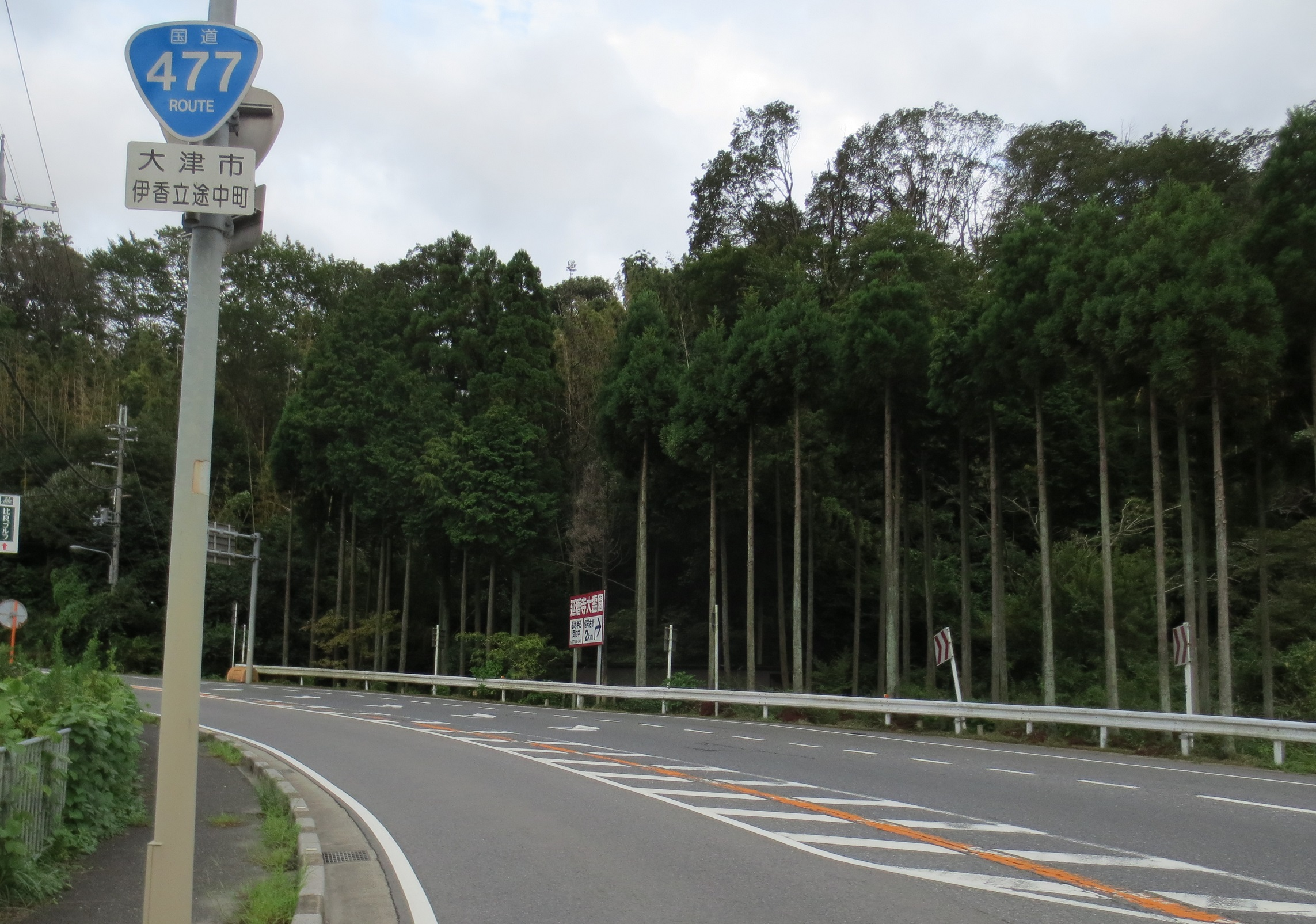
大津市伊香立途中町（2013年9月）

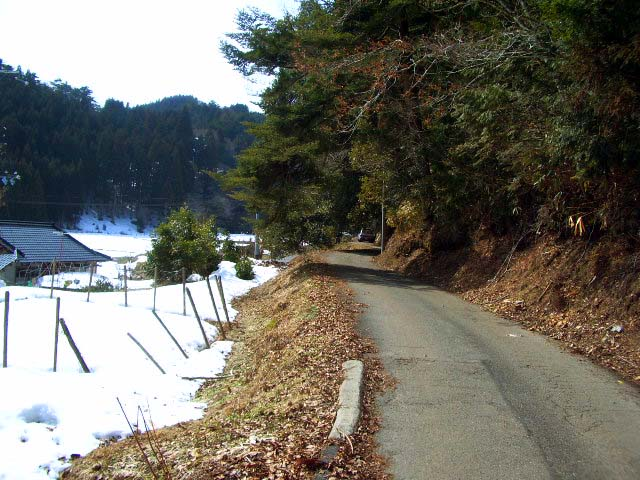
京都市左京区大原（2006年2月）。大原小出石町から百井峠へ向かう平坦な区間

国道477号（こくどう477ごう）は、三重県四日市市から兵庫県川西市を経由して、大阪府池田市に至る一般国道である。

## 概要
起点の三重県四日市市から北西に向かって武平峠を通って鈴鹿山脈を越え、滋賀県日野町、近江八幡市を経由して琵琶湖の南部を有料道路琵琶湖大橋で渡って京都府に入り、京都市北部の山中を北に向かって大きく迂回し、南丹市や亀岡市を通過しながら南下して終点の大阪府池田市へ向かう一般国道の路線である。
途中の京都府内の一部区間は、いわゆる「酷道」のひとつとしても知られており、洛北の杉林の中を縫うように走る退避場所の少ない離合困難な隘路や、交差点での経路が鋭角カーブになっている通称「百井別れ」、極めて急でかつ舗装が劣悪な百井峠などがあるほか、八木駅（南丹市）付近では狭隘な駅前商店街を通過するなど、難路も多い。なお、大河原バイパス（滋賀県）や小出石バイパス（京都府）などが供用を開始し、滋賀県竜王町と近江八幡市の境界付近に連続していた「くの字型カーブ」がほぼ直線に改善されたほか、2011年現在も西田大藪道路（夢かなえ橋、京都府）や大布施拡幅（京都府）などが事業中で、少しずつではあるが通行困難箇所の改良が進められている。

### 路線データ

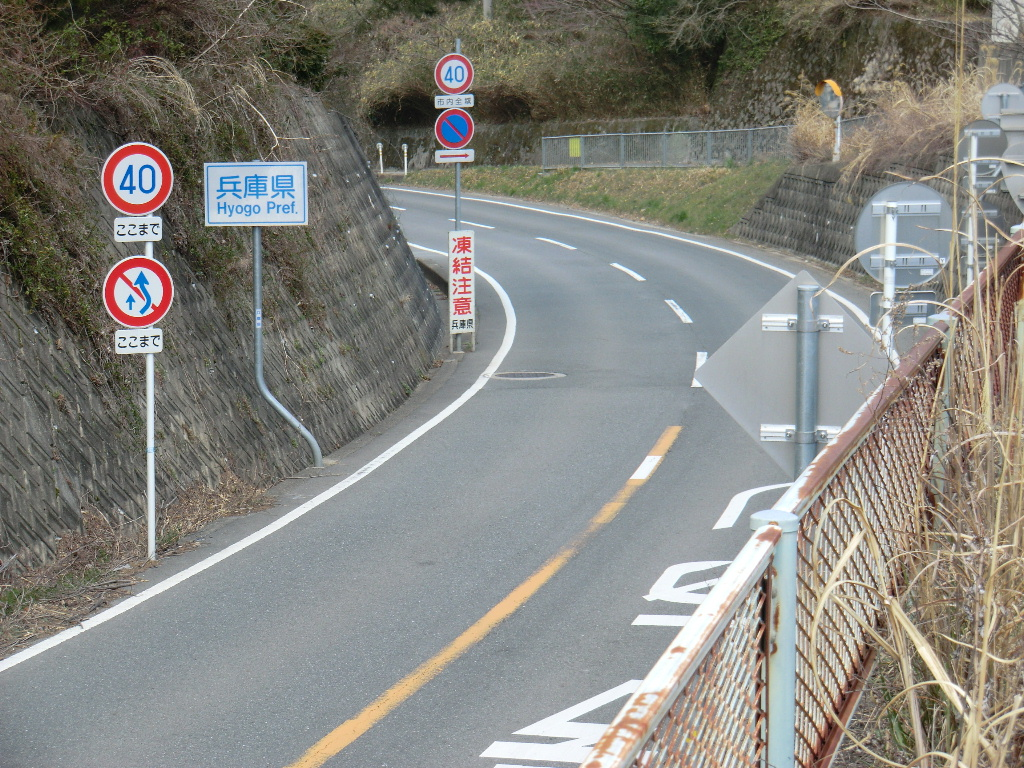
兵庫県と大阪府との境

一般国道の路線を指定する政令に基づく起終点および重要な経過地は次のとおり。
- 起点：四日市市（蔵町98番地[4]、国道23号交点、国道164号上）
- 終点：池田市（石橋阪大下交差点[5] = 国道176号、国道423号上）
- 重要な経過地：三重県三重郡菰野町、滋賀県蒲生郡日野町、同郡竜王町、近江八幡市、守山市、大津市（真野）、京都市（左京区）、京都府北桑田郡京北町[注釈 3]、同府船井郡八木町[注釈 4]、同郡園部町[注釈 4]、亀岡市、川西市
- 総延長 : 233.8 km（三重県 39.3 km、滋賀県 81.4 km、京都府 42.4 km、京都市 51.8 km、大阪府 11.1 km、兵庫県 7.8 km）重用延長を含む。[6][注釈 5]
- 重用延長 : 21.3 km（三重県 2.1 km、滋賀県 1.3 km、京都府 12.2 km、京都市 2.4 km、大阪府 - km、兵庫県 3.2 km）[6][注釈 5]
- 未供用延長 : なし[6][注釈 5]
- 実延長 : 212.4 km（三重県 37.2 km、滋賀県 80.1 km、京都府 30.1 km、京都市 49.4 km、大阪府 11.1 km、兵庫県 4.6 km）[6][注釈 5]
  - 現道 : 195.1 km（三重県 23.6 km、滋賀県 78.6 km、京都府 28.7 km、京都市 48.8 km、大阪府 11.1 km、兵庫県 4.4 km）[6][注釈 5]
  - 旧道 : 2.2 km（三重県 - km、滋賀県 - km、京都府 1.4 km、京都市 0.6 km、大阪府 - km、兵庫県 0.2 km）[6][注釈 5]
  - 新道 : 15.1 km（三重県 13.6 km、滋賀県 1.5 km、京都府 - km、京都市 - km、大阪府 - km、兵庫県 - km）[6][注釈 5]
- 指定区間：国道1号、国道9号と重複する区間（京都府南丹市）[7]

## 歴史
- 1993年（平成5年）4月1日 - 一般国道477号（四日市市 - 池田市）として指定施行[8]。

## 路線状況
起点のある三重県四日市市から滋賀県蒲生郡日野町を走る国道307号までの「湯の山街道」「鈴鹿スカイライン」とよばれる区間は、一般国道としては一般的な整備がなされた道路が続く。国道307号から琵琶湖大橋までの滋賀県内のルートは道なりに進まず、右左折をくり返しさせられるところが多い。かつては、滋賀県東近江市の区間に「止まれ」の道路標識があり、優先道路としての扱いは県道以下の場所も存在した。
滋賀・京都の府県境にある峠である途中越を越えて京都市左京区内に入ると、百井峠前後の区間で道幅は1車線と狭く舗装状態の悪い道になり、急カーブが連続する勾配18 %の坂道がある。さらに、百井別れ - 花脊峠と1車線の隘路が続き、花脊大布施町まで京都府道38号京都広河原美山線と重複する。南丹市や亀岡市、川西市にも酷道区間は見られ、南丹市内の八木駅前の国道9号八木交差点から延びる商店街を突っ切る国道となる。この商店街では、マイクロバスを除く大型車を対象にした一方通行規制となっており、桂川に架かる大堰橋側から八木駅方向（東から西方向）のみ大型車は通行できる。南丹市内の八木交差点から園部河原町交差点までの約8キロメートル (km) 区間は、JR西日本山陰本線に沿いながら国道9号と重複する。山間部では道は狭くセンターラインがないところもある。
大阪府池田市の国道176号・西本町交差点付近は国道173号と国道423号と重複するところで、関西きっての渋滞頻発区間としても知られている。だが、阪急宝塚本線池田駅・川西能勢口駅の高架化、兵庫県道12号川西篠山線バイパスの全通、1998年4月の阪神高速道路11号池田線全通、2007年5月の箕面グリーンロード開通で以前より渋滞は減少した。

### バイパス

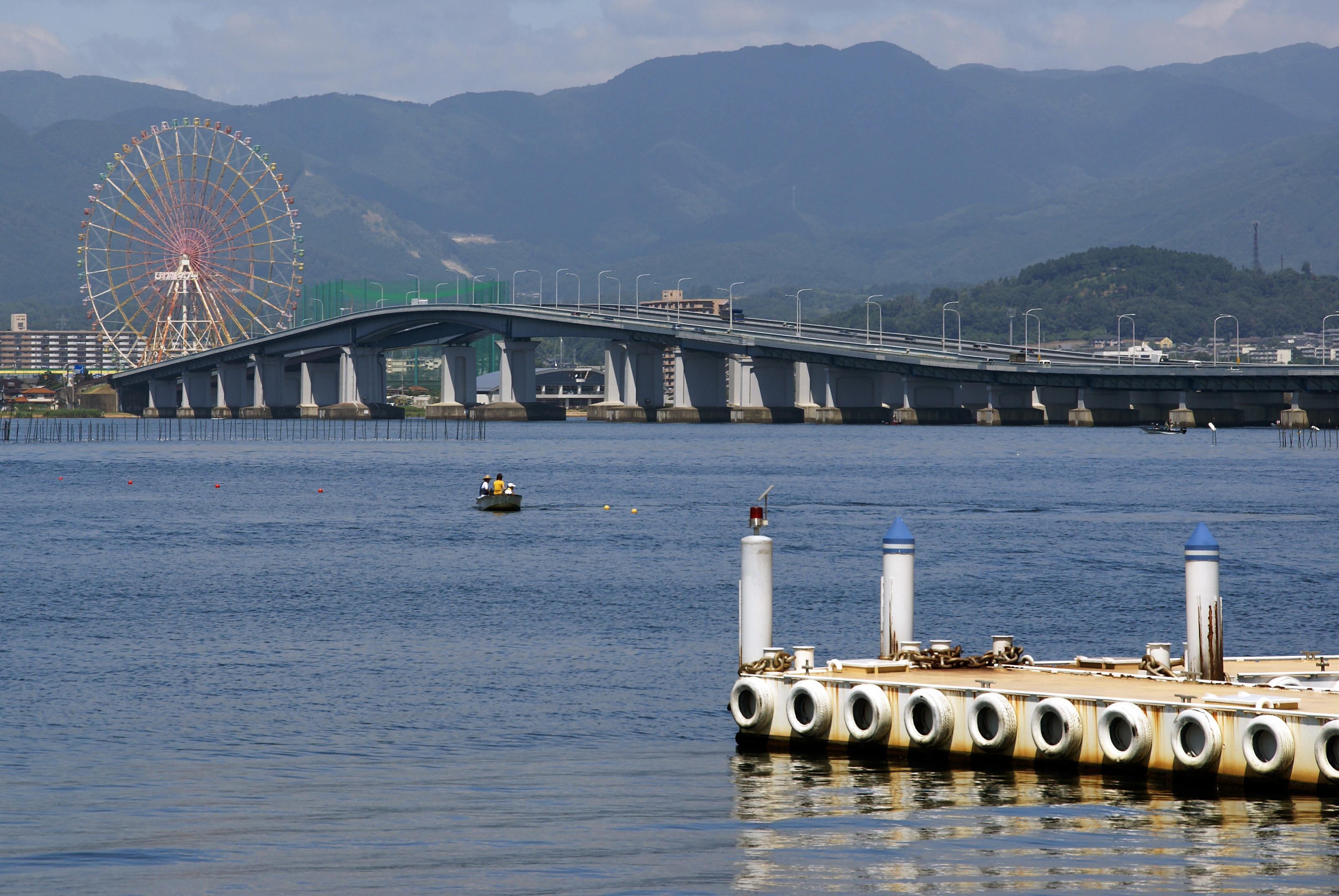
琵琶湖大橋。この上を国道477号が通る。

西浦バイパス
三重県四日市市西町と同市西浦二丁目を結ぶ。2014年（平成26年）4月30日供用開始。
四日市湯の山道路
三重県四日市市高角町と三重郡菰野町音羽を結ぶ。全線開通済み。
菰野バイパス
三重県三重郡菰野町音羽と同町千草を結ぶ。
大河原バイパス
滋賀県甲賀市土山町大河原に位置する。全線にわたって開通している。
必佐バイパス
滋賀県蒲生郡日野町三十坪と同県東近江市下麻生町を結ぶ。2013年（平成25年）12月9日供用開始。
幸津川洲本バイパス
滋賀県守山市幸津川町と同市洲本町を結ぶ。事業中。一部は開通しており、残る区間は2026年度（令和8年度）に完成する予定である
小出石バイパス
京都府京都市左京区大原小出石町（国道367号重複区間との分岐部分）に位置する全長約150 mの道路。2004年度に設計や地質調査などを行い、翌年度から3年間の計画で事業化された。なお、改良前の旧道は幅員が約4 mしかなく離合が困難であった。
西田大藪道路
京都府南丹市八木町西田と同市八木町大薮を結ぶ。2023年3月に完成。
殿谷道路
京都府南丹市園部町口人と同市園部町殿谷を結ぶ。
東郷バイパス
大阪府豊能郡能勢町野間稲地と同町地黄を結ぶ全長約3 kmの道路。狭隘区間の改良が企図されたが集落内での道路拡幅が困難のため、圃場整備事業と連携し捻出された敷地にバイパス道路を設けることとなった。2002年（平成14年）に一部が供用開始され、残る区間も2010年（平成22年）3月26日に供用開始された。

### 有料道路
琵琶湖大橋

琵琶湖大橋有料道路のうち、橋梁部以外の区間は無料になっている。

### 通称など
- 菰野道：三重県四日市市内の通称名。
- 巡見街道：三重県三重郡菰野町。四日市菰野バイパスが部分開通する以前の国道306号重複区間の通称。
- 湯の山街道：三重県菰野町。国道306号交点から湯の山温泉へ向かい、三重県道752号茶屋町湯の山停車場線と分岐した後は温泉街の北側を迂回して鈴鹿スカイラインへ向かう。
- 鈴鹿スカイライン：三重県菰野町から滋賀県甲賀市間。武平峠を越える。もとは有料道路区間であったが現在では無料化されている。冬季は通行止め。
- 浜街道：滋賀県守山市から近江八幡市。滋賀県道26号大津守山近江八幡線との重複区間に用いられる。
- レインボーロード[注釈 7]：滋賀県大津市に所在。
- 花折街道：兵庫県川西市から大阪府豊能町間。「花折断層」「花折峠」など、「花折」と付く地名等は沿線の京都府から滋賀県付近へかけての地域に存在するが、道路については国道指定以前（川西園部線時代）からこの辺りの道路通称として呼称されている。
- 川園線：川西市国道173号交点から南丹市園部町河原町国道9号交点までの33.4 km。国道に指定される以前の兵庫県道39号・大阪府道5号・京都府道42号川西園部線にあたる区間である。

### 百井別れ

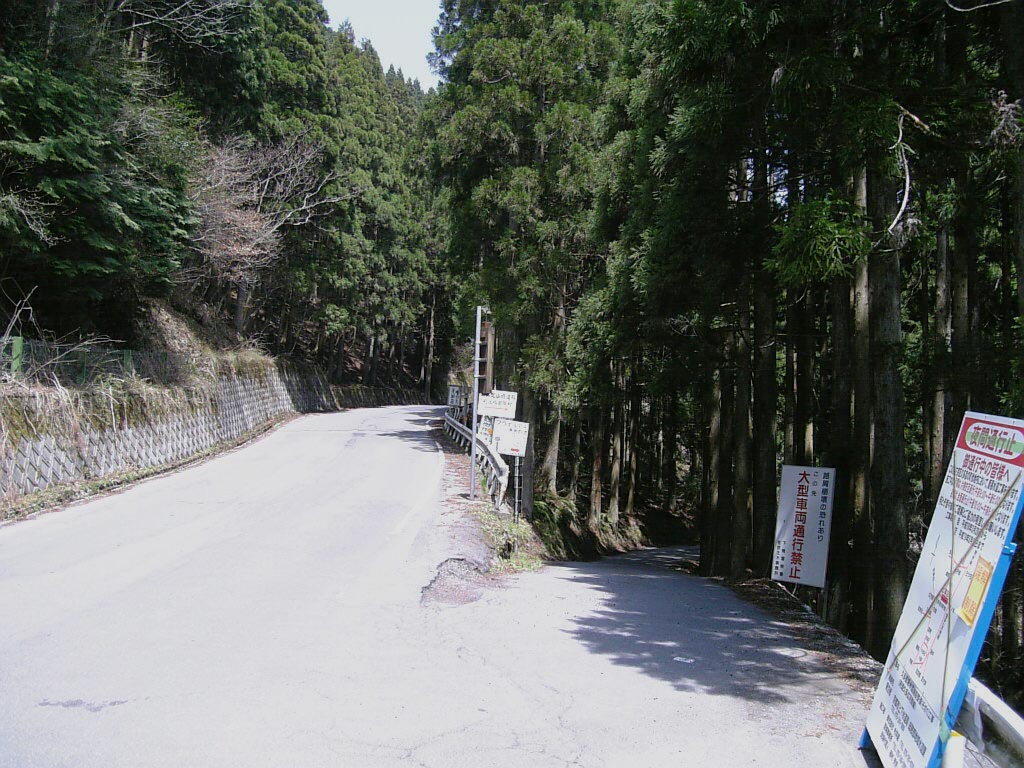
百井別れ。進行方向左は花脊峠、右は百井峠へ向かう。国道のルートはV字に曲がっており、四輪車の通過時は切り返しがほぼ必須となる。（2006年4月）

百井別れ（ももいわかれ）とは、京都府京都市左京区鞍馬にある国道477号と京都府道38号京都広河原美山線が分岐する交差点の通称。
国道477号は一見不可解なルート設定が散在するほか難所も多いため、酷道と評されているが、その中でも最大の難所がこの百井別れとその周辺の百井峠だと言われている。百井別れは、切り返しのいる国道の交差点としてよく知られている。

#### 百井別れの概要
百井別れは、百井峠と花脊峠の中間にある京都府道38号京都広河原美山線との交差点（三差路）であるが、ここが難所と呼ばれる所以（ゆえん）は、国道としては急すぎる分岐角度にある。百井別れから花脊峠方向へ登る国道477号と、鞍馬方面へ降る京都府道38号はほぼ2車線幅ほどあるセンターラインなしの道で、この2方向が道なりとなっている。国道477号のルートはこの交差点で道なりになっておらず、ほぼ180度転回しながら向きを変え、斜面にへばりつくような細い1車線の坂道で百井峠へと向かう。
百井別れにおける国道477号の右左折は、百井峠側から進入してきた場合は小型車（コンパクトカーや軽自動車）なら切り返し無しで花脊峠方面へ曲がれることもあるが、花脊峠側から進入してきた場合は百井峠側の方が狭路であるため、崖から落ちないように路肩側を比較的余裕を持って通行する必要があることから、四輪車ではほぼ切り返しが必要となる。また、ここから百井中央までの区間は非常に急な坂で路面の状態も悪く、しかも道幅が極めて狭い上にすれ違い可能な箇所はほとんどない。

#### 百井別れの所在地
京都市右京区京北周山町の国道162号交点から京都府京都市左京区大原小出石町の国道367号交点までが花背峠から百井峠にかけての区間である。
- 京都府京都市左京区鞍馬本町
- 位置=北緯35度09分00.0秒 東経135度47分06.0秒 / 北緯35.150000度 東経135.785000度（世界測量系）

### 重複区間
- 国道164号（四日市市浜町・国道23号交点 - 同市中部・国道1号交点）
- 国道365号（四日市市西町・国道1号交点 - 同市西浦・堀木橋南詰交差点）
- 国道367号（大津市伊香立途中町・途中交差点 - 京都市左京区大原小出石町）
- 国道9号（南丹市八木町八木・八木交差点 - 南丹市園部町河原町・園部河原町交差点）
- 国道372号（南丹市園部町埴生 - 亀岡市宮前町宮川・宮前交差点）
- 国道173号（川西市東畦野・一の鳥居交差点 - 池田市西本町・西本町交差点）
- 国道423号（池田市木部町・木部町交差点 - 池田市石橋・石橋阪大下交差点）
- 国道176号（池田市西本町・西本町交差点 - 池田市石橋・石橋阪大下交差点）

### 道路施設

#### インターチェンジ
- 高角インターチェンジ（四日市湯の山道路、四日市市高角町）
- 平尾インターチェンジ（四日市湯の山道路、四日市市平尾町）
- 吉沢インターチェンジ（四日市湯の山道路、三重郡菰野町大字吉澤）

#### 橋梁
- 久保田橋（三滝川、四日市市）
- 湯の山橋（三滝川、菰野町）
- 幸浜大橋（野洲川、守山市）
- 野村橋・古川橋・鈴橋（日野川 、近江八幡市・東近江市）
- 琵琶湖大橋（琵琶湖、滋賀県守山市 - 大津市）
- 新宿橋（真野川、大津市真野）
- 大堰橋（大堰川、京都府南丹市）

#### トンネル
- 蒼滝トンネル（菰野町）
- 武平トンネル（三重県菰野町‐滋賀県甲賀市）
- 蔵王トンネル（日野町）
- 途中トンネル（大津市伊香立途中町）
- 大布施トンネル（京都市左京区花脊大布施町）

#### 道の駅
- 三重県
  - 菰野（菰野町）
- 滋賀県
  - アグリパーク竜王（竜王町）
  - びわ湖大橋米プラザ（大津市）
- 京都府
  - ウッディー京北（京都市右京区京北）

### 通行止め区間

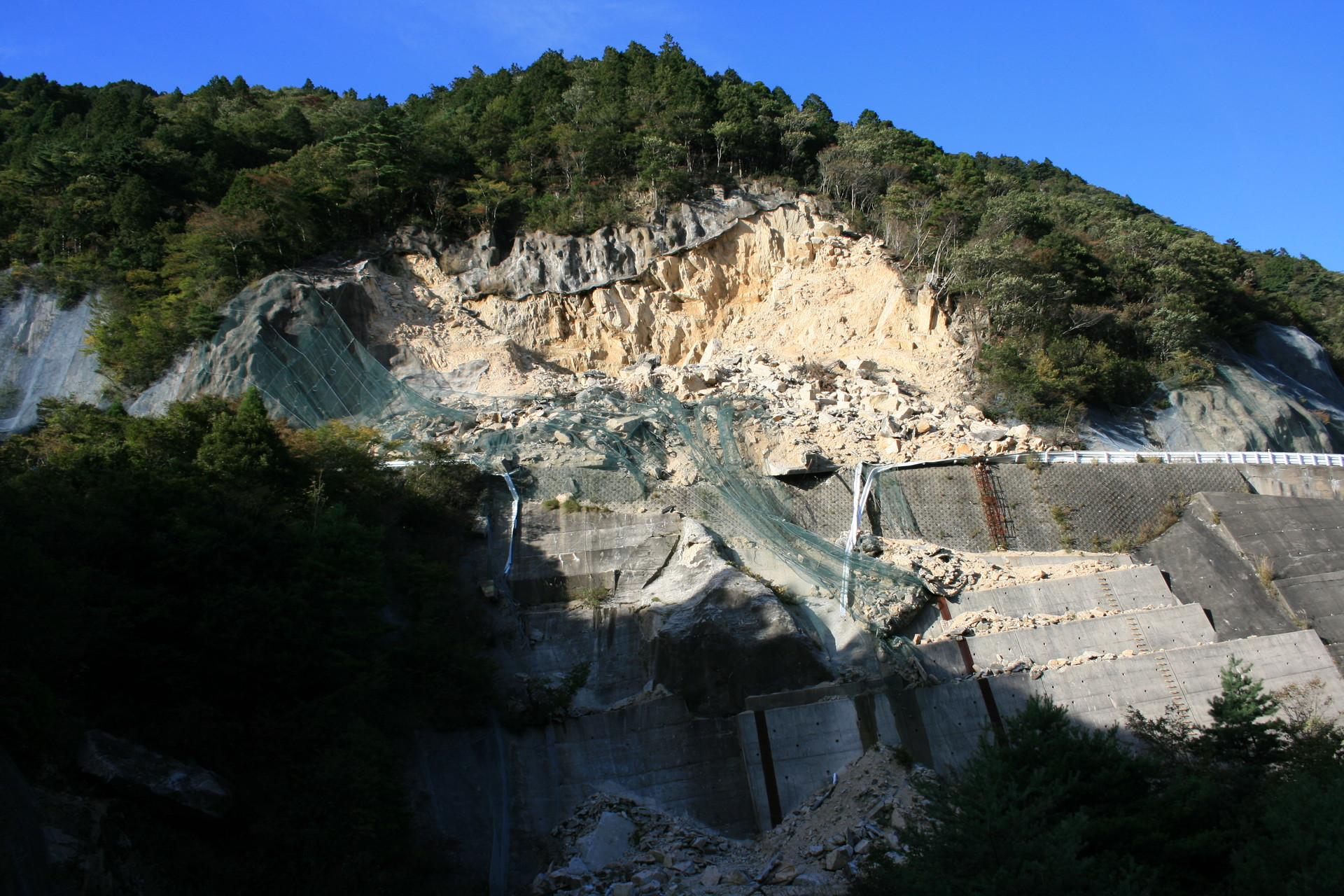
三重県三重郡菰野町の御在所岳南面の崩落箇所（2009年10月11日）

- 旧鈴鹿スカイライン区間は2008年9月2日の豪雨によって大規模な崩土が発生したため、それ以来長い間通行止めとなっていた[21]が、2010年7月16日に滋賀県側が、2011年11月1日には三重県側がそれぞれ復旧し、全線通行可能となった[22]。
- 2010年7月14日の豪雨によって路面が崩落したため、兵庫県川西市黒川（兵庫県道・大阪府道605号国崎野間口線交点）から大阪府豊能郡能勢町野間中、および東郷バイパスの野間稲地（いずれも大阪府道4号茨木能勢線交点）の間、約3.6 kmが通行止めとなった[23]が、2011年3月25日15時に片側交互通行可能となった[24]。その後、同年4月27日に全面復旧となった[25]。この区間は、2014年8月に来襲した台風11号の大雨でも被害を受け、2014年9月末まで1か月半にわたり通行止めになっている。
- 2013年9月に来襲した台風18号の被害の復旧工事のため、京都市右京区嵯峨越畑から亀岡市旭町三俣の間約5 kmが2014年6月20日から12月15日の間全面通行止めとなった。この区間に人家はなく、京都府道50号京都日吉美山線 - 広域農道 - 京都府道408号郷ノ口室河原線で迂回可能。

## 地理

### 通過する自治体
- 三重県
  - 四日市市 - 三重郡菰野町
- 滋賀県
  - 甲賀市 - 蒲生郡日野町 - 東近江市 - 蒲生郡竜王町 - 湖南市 - 蒲生郡竜王町 - 近江八幡市 - 野洲市 - 守山市 - 大津市
- 京都府
  - 京都市（左京区 - 右京区） - 南丹市 - 京都市（右京区） - 亀岡市 - 南丹市 - 亀岡市
- 大阪府
  - 豊能郡能勢町
- 兵庫県
  - 川西市
- 大阪府
  - 豊能郡豊能町
- 兵庫県
  - 川西市
- 大阪府
  - 池田市

### 交差する道路
三重県四日市市
- 国道23号・国道164号：蔵町（起点）（国道164号と中部交差点まで重複）
- 国道164号・国道1号：中部交差点（国道1号と四日市橋南詰交差点まで重複）
- 国道1号・国道365号：四日市橋南詰交差点（国道365号と西町まで重複）
- 東名阪自動車道：四日市インター入口

三重県三重郡菰野町
- 国道306号：菰野交差点

滋賀県蒲生郡日野町
- 国道307号：松尾北交差点

滋賀県蒲生郡竜王町
- 名神高速道路：竜王I.C口交差点
- 国道8号：西横関交差点

滋賀県大津市
- 国道161号：琵琶湖大橋交差点
- 国道161号湖西道路：真野I.C口交差点
- 国道367号：途中交差点（京都市左京区大原小出石町まで重複）

京都府京都市
- 国道367号：左京区大原小出石町
- 国道162号：右京区京北周山町上寺田

京都府南丹市
- 国道9号：八木交差点（園部河原町交差点まで重複）
- 京都縦貫自動車道：八木東IC
- 国道9号：園部河原町交差点
- 国道372号：埴生1交差点（亀岡市宮前交差点まで重複）

京都府亀岡市
- 国道372号：宮前交差点

兵庫県川西市
- 国道173号：一の鳥居交差点（池田市西本町交差点まで重複）

大阪府池田市
- 阪神高速11号池田線：池田木部第二出入口
- 国道423号：木部交差点（西本町交差点まで重複）
- 国道173号・国道423号・国道176号：西本町交差点
- 国道171号・国道173号：石橋阪大下交差点

### 通過する路線バス
- 三重交通
- 近江鉄道
- 江若交通
- 京都バス
- 京北ふるさとバス
- 京阪京都交通
- 中京交通
- 阪急バス

### 峠
- 武平峠（滋賀県甲賀市 - 菰野町）
- 平子峠（滋賀県蒲生郡日野町 - 甲賀市）
- 途中越（京都府京都市左京区 - 滋賀県大津市）
- 前ヶ畑峠（京都府京都市左京区）
- 百井峠（京都府京都市左京区）
- 花脊峠（京都府京都市左京区）
- 大土峠